# Cœur Défense
Cœur Défense er et kontorkompleks beliggende i forretningsområdet La Défense, i Frankrig, i Courbevoie kommune. 
Bygningskomplekset indeholder 350.000 m2 og er sammen Parlamentets palads i Bukarest det største europæsike ejendomskompleks..